# ALL OVER NOW EP
『ALL OVER NOW EP』（オール・オーバー・ナウ・イーピー）は、日本のロックバンド・Naifuの1枚目のミニアルバム。

## 内容
「EP」のタイトルは「インディーズ」という意味で、レコードの事では無い。その名の通り、「最後のインディーズ活動」という形で制作したミニアルバムであり、バンドとしての唯一のインディーズ作品でもある。
「広がる青に飛び出せ」はテレビ東京系『JAPAN COUNTDOWN』及び『PVTV』3月度エンディングテーマ。初回のみ、同曲のプロモーションビデオが収録されている。
リードボーカルは、1曲目が荒神、それ以外は作詞者と同じである。

## 収録曲
1. 広がる青に飛び出せ
2. 素顔
3. 芦屋マゾスティック
4. It's over

作詞：村上風麻(#1,4)、荒神直規(#2)、松尾拓実(#3)
作曲・編曲：森下志音(#ALL)

## 参加ミュージシャン
- Naifu
  - 荒神直規：Vocal、Guitar
  - 山口篤：Drums、Vocal
  - 村上風麻：Bass、Vocal
  - 森下志音：Guitar、Vocal
  - 松尾拓実：Keyboard、Vocal